# Kenneth Campbell (homme politique)
Pour les articles homonymes, voir Kenneth Campbell et Campbell.
Kenneth Campbell (26 mars 1881-28 mars 1951) est un homme politique canadien de la Colombie-Britannique. Il est député provincial libéral de Nelson d'une élection partielle en 1922 jusqu'à sa démission en 1924 pour permettre au chef et premier ministre John Oliver de se représenter à la suite de sa défaite dans Victoria City lors de l'élection générale.

## Biographie
Né à Galterigill sur l'Île de Skye en Écosse, Campbell est un homme d'affaires travaillant pour la Kootenay Granite and Monumental Company,. 
Campbell meurt à Vancouver en mars 1951 à l'âge de 70 ans.